# Abbé Alta
L'abbé Alta (né Calixte Mélinge en 1842 à Montlieu-la-Garde et mort en 1933) est un écrivain et ecclésiastique français, auteur de plusieurs ouvrages liés au gnosticisme. Il tire son pseudonyme d'un livre de Joséphin Péladan, Le Vice suprême (1884).

## Biographie
Il naît le 22 janvier 1842 à Montlieu-la-Garde, en Charente-Maritime, dans le sud-ouest de la France. Le 10 juin 1865 il est nommé prêtre, puis il devient vicaire à Jonzac.
Dès 1884, il se rapproche de la Rose-Croix et en particulier de l'Ordre kabbalistique de la Rose-Croix fondé en 1888 par Joséphin Péladan ; il lui succède au conseil de l'ordre. Il fréquente les théosophistes, en particulier Lady Caithness. Il écrit également pour Papus, occultiste et martiniste. En 1910, l'évêque de Versailles, Charles Gibier le démet de sa charge en raison de ses ouvrages, coupables d'agnosticisme et d'occultisme.
Il meurt le 3 ou 4 décembre 1933 à Saint-Mandé comme « Monsieur l'abbé Alta Calixte Mélinge », docteur en Sorbonne, pieusement décédé, muni des sacrements de Notre Mère la Sainte Église.

### Vie professionnelle
Il est professeur au Petit Séminaire de Montlieu-la-Garde (1865-1869), vicaire à Saint-Jean-d'Angély (1872), curé de Tugéras (1880), aumônier à Rochefort (1885), curé de Chantiers (1892), curé de Villepreux, aumônier de l'établissement de la Légion d'honneur à Écouen (1896), curé de Morigny de 1900 à 1910.

### Ouvrages
- Philosophie du surnaturel, Thèse pour le Doctorat présentée à la Faculté de théologie de Paris, Surgères, J. Tessier, 1876.
- Saint Jean, traduit et commenté, Chacornac, 1907.
- Le christianisme originel, Beaudelot, 1913.
- Le christianisme césarien, Beaudelot, 1914.
- Le christianisme spirituel, Hector et Henri Durville, 1914 ?, 333 p.
- Porphyre. Vie de Plotin, traduite du grec, 1920.
- Le catéchisme de la raison, Voile d'Isis, 1921.
- Plotin. Les Ennéades. Traduction philosophique, Chacornac, 1924-1926, 3 t.
- Le christianisme en l'an 51. Saint Paul. Traduit du grec et commenté, 2° éd. revue et corrigée 1928.
- La vie nouvelle, Chacornac, 1929.
- Lettre aux juifs, aux francs-maçons et aux autres. Le Sphinx irrité, Stock.
- Le christianisme du Christ et celui de ses vicaires (1923), 2° éd. 1935, rééd. Vigot, 1935, 338 p.

### Études
- Henri Ch. d'Osmons, apud Abbé Alta, Liberté, égalité, fraternité. Trois conférences précédées d'une étude sur l'auteur et son œuvre, Éditions de la Revue contemporaine, 1921, 63 p.
- Jean-Pierre Bonnerot, "Déodat Roché et l'Église gnostique", Cahiers d'études cathares, 1982.
- Marie-France James, Ésotérisme et christianisme. Autour de René Guénon, Nouvelles éditions latines, 1981.
- Jean-Pierre Chantin, Les marges du christianisme. Sectes, dissidences, ésotérismes, Beauchesne, 2001.